# Marathon Meerssen
De Marathon Meerssen (voorheen Mergelland Marathon) is een hardloopevenement dat sinds 1998 jaarlijks georganiseerd werd met start en finish in Meerssen. Naast de marathon vinden er ook hardloopwedstrijden plaats over 5 km, 10 km en 26 kilometer. Deze laatste afstand wordt door veel lopers aangegrepen als voorbereiding op de marathon van Berlijn of de marathon van Eindhoven. 
Vanaf 2016 heet het evenement Marathon Meerssen. Vanaf 2019 is de naam veranderd in Sfeervol Meerssen Run. De marathon afstand wordt niet meer gelopen, maar wel een halve marathon, 5 km en 10 km.

## Parcours
Het marathonparcours bestond uit drie ronden van achtereenvolgens 5, 20 en 17 kilometer, waarbij in totaal drie keer de Markt in Meerssen wordt aangedaan. Na twee ronden finisht op de Markt in Meerssen de 25-kilometerwedstrijd die gelijk met de marathon aanvangt. De marathon leidt over een glooiend parcours waarbij in totaal 400 hoogtemeters overbrugd worden en staat hierdoor te boek als pittig. Het hoogste punt bevindt zich op 140 meter boven NAP in Schimmert. 

## Statistiek

### Parcoursrecord
Het parcoursrecord staat sinds 2010 op naam van de Belg Koen Neven met een tijd van 2:25.30.

### Top 10 finishtijden
Met een gemiddelde tijd van 2:32.00,3 van de beste tien finishtijden ooit, behoort deze wedstrijd niet tot de snelste tien marathons van Nederland. Zie ook Lijst van snelste marathonsteden.
| Rang | Naam              | Land | Tijd    | Jaar | Plek |
| ---- | ----------------- | ---- | ------- | ---- | ---- |
| 1    | Koen Neven        | BEL  | 2:25.30 | 2010 | 1    |
| 2    | Koen Neven        | BEL  | 2:25.56 | 2011 | 1    |
| 3    | Luc Krotwaar      | NED  | 2:28.10 | 2010 | 2    |
| 4    | Robert Willemsen  | NED  | 2:31.55 | 2007 | 1    |
| 5    | Roger Smeets      | NED  | 2:33.55 | 2014 | 1    |
| 6    | Roger Smeets      | NED  | 2:34.27 | 2015 | 1    |
| 7    | Patrick Delait    | NED  | 2:34.44 | 2011 | 2    |
| 8    | Patrick Delait    | NED  | 2:34.49 | 2008 | 1    |
| 9    | Nikola Samardzija | CRO  | 2:35.14 | 1998 | 1    |
| 10   | Bas Diederen      | NED  | 2:35.23 | 2013 | 1    |

(bijgewerkt t/m 2018)